# Ste-Rita (Nizza)

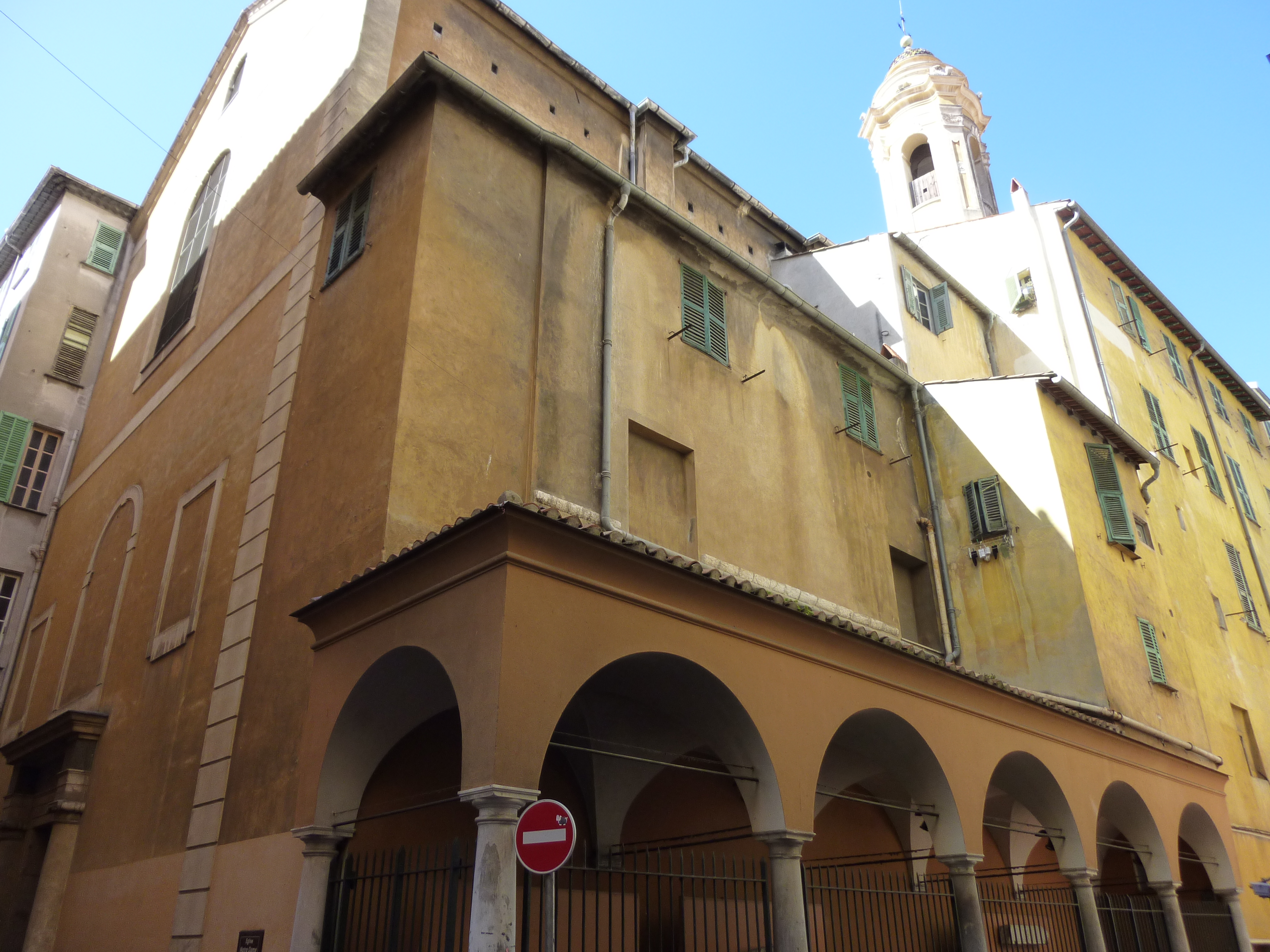
Ste-Rita (Nizza)

Die Kapelle Ste-Rita (auch: Église de l’Annonciation oder Saint-Giaume) ist eine römisch-katholische Kirche in der südfranzösischen Stadt Nizza. Die Kirche ist seit dem Jahr 1942 als Monument historique anerkannt.

## Lage und Patrozinium

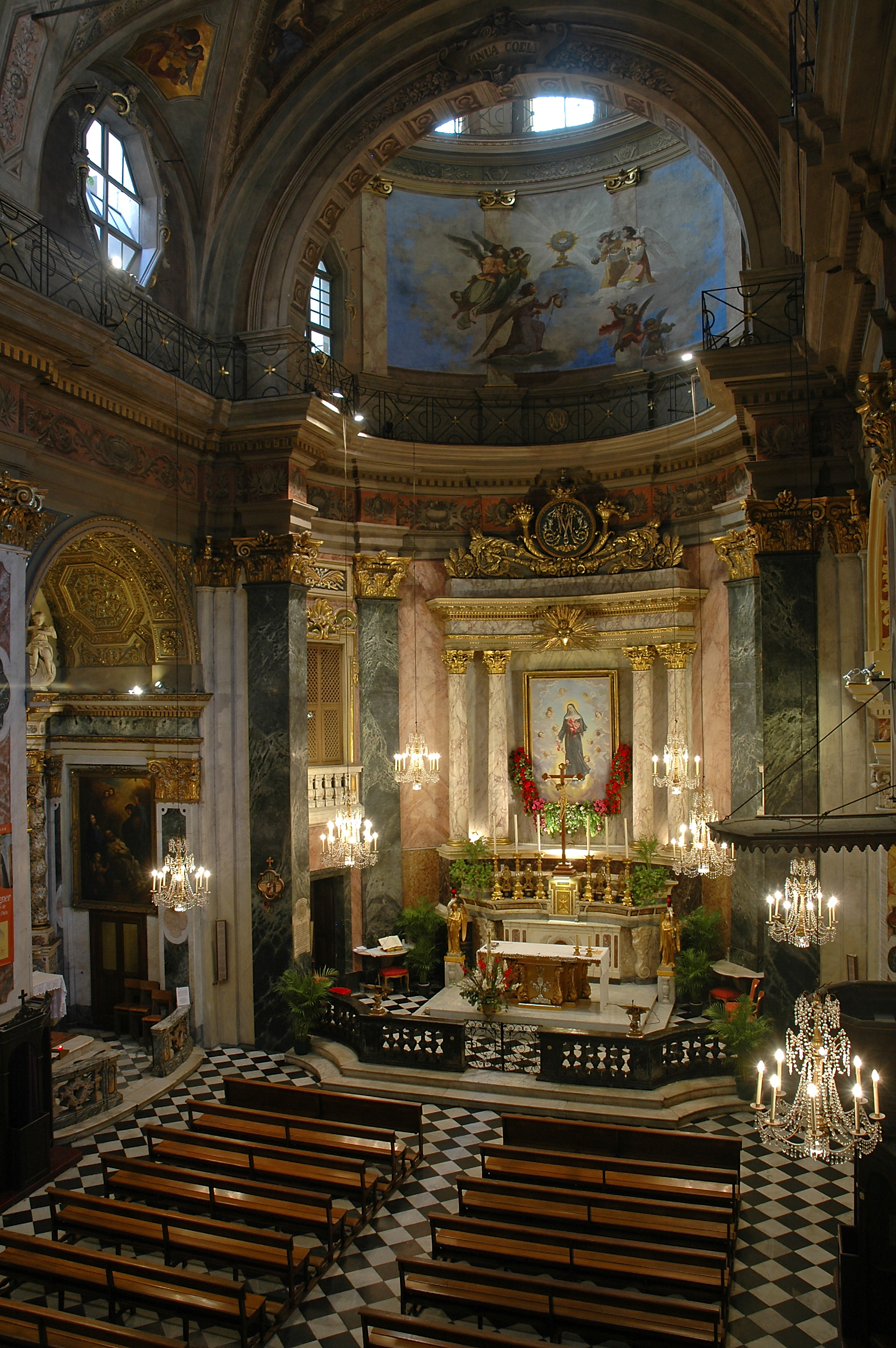
Ste-Rita (Nizza)

Die Kirche steht im Altstadtkern von Nizza (Vieux Nice) östlich der Präfektur in der Rue de la Poissonnerie. Sie ist zu Ehren von Mariä Verkündigung und von Rita von Cascia geweiht. Die Kirche gehört zur Pfarrei Paroisse Saint Jean XXIII.

## Geschichte

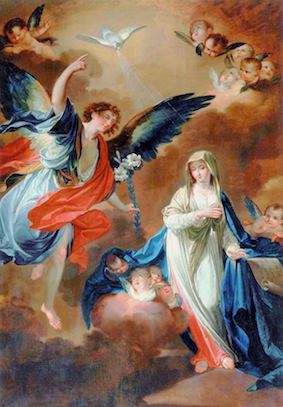
Verkündigung von Shevelkin

Die Ursprünge der Kirche gehen ins 10. Jahrhundert zurück. Sie war zu Ehren des Apostels Jakobus des Älteren (dialektal: St-Giaume oder St-Jaume) geweiht und wurde von den Benediktinern betreut, ab 1604 von den Karmeliten. Diese errichteten von 1677 bis 1690 den heutigen Kirchenbau und fügten 1741 den Turm hinzu. Nach Auflösung des Klosters durch die Französische Revolution im Jahre 1793 kam es 1806 zur Wiedereröffnung als Pfarrkirche.
1834 verbrannte das Altargemälde der Verklärung des Herrn (auf dem auch Jakobus abgebildet war) und wurde durch ein Bild ersetzt, das General Alexandre Michaud de Beauretour (1771–1841) von Zar Alexander I. erhalten hatte. Es stellt die Verkündigung dar und stammt von dem russischen Maler K. Shevelkin, der auch für ein Alexanderporträt bekannt ist und der es 1829 gemalt hat. In der Folge wechselte der Name der Kirche zu „Verkündigungskirche“.
Seit 1844 betreuen die von Pio Bruno Lanteri gegründeten Oblaten der Jungfrau Maria die Kirche. Andrea Bianco OMV (1900–1970) führte 1934 mit wachsendem Erfolg die Verehrung der 1900 heiliggesprochenen Rita von Cascia ein, die als Helferin in aussichtslosen Fällen gilt. Dadurch wechselte der Name der Kirche ein weiteres Mal. Offiziell wird jedoch der alte Name ebenfalls geführt. Zur Bekanntheit der Kirche erheblich beigetragen hat 1958 die Gründung (durch Paolo Calliari OMV) der Monatsschrift Revue de Sainte Rita de Cascia (seit 2011: Sainte Rita. Revue mensuelle de Sainte-Rita de Cascia. Formation chrétienne, spiritualité et témoignages), die im ganzen französischsprachigen Raum vertrieben wird.

## Ausstattung

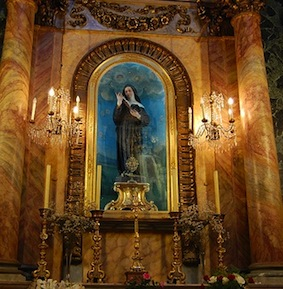
Altarbild Rita von Cascia

Die barocke Kirche ist mit sechs Seitenkapellen reich ausgestattet. Sie verfügt über eine Tamburini-Orgel.